# Накадзима, Марина
Марина Накадзима (род. в городе Иокогама, Япония) — балерина, ведущая солистка Самарского академического театра оперы и балета.

## Биография
Марина Накадзима родилась в городе Иокогама в Японии.
Марина Накадзима стала заниматься балетом в возрасте трёх лет под влиянием мамы, Тидзуру Накадзима, которая когда-то мечтала стать балериной. В 17 лет решила поехать в Москву для обучения балету. Учёбу в Московском хореографическом училище она начала в 2009 году. Её преподавателем там был Морихиро Ивата. Марина Накадзима в 2012 году стала выпускницей Московской государственной академии хореографии. В 2012 году стала заниматься в труппе Самарского академического театра оперы и балета.
Она исполняет 11-й вальс в балете «Шопениана», па-де-труа в Grand pas из «Пахиты», большой вальс в оперетте «Летучая мышь» И. Штрауса, китайский танец в «Щелкунчике» П. Чайковского, па-де-де в «Жизели» А. Адана, партию подруги в «Дон Кихоте» Л. Минкуса, Гамзатти, Ману, трио в «Баядерке» Л. Минкуса, Фею Смелости, Принцессу Флорину в «Спящей красавице» П. Чайковского, Диану, подругу Эсмеральды, Эсмеральду в «Эсмеральде» Ц. Пуни, Три карты, Пастушку в «Даме пик» на музыку А. Чайковского, Па-де-труа, маленьких лебедей в «Лебедином озере» П. Чайковского. В мировой премьере оперетты «Тарам-парам, ни-на, ни-на, или квартирный вопрос их испортил» на музыку Д. Д. Шостаковича она исполнила партию Лидочки.
Ездила на гастроли с балетом в Германию, Австрию, Чехию, Исландию, Финляндию, Италию, Грецию.
В 2016 и 2017 годах участвовала в ежегодном фестивале классического балета имени Аллы Шелест.
В балете «Щелкунчик» исполняет главную партию Марии на сцене Самарского академического театра оперы и балета. В одноактном балете «Наяда и рыбак» на музыку Цезаря Пуни исполняет партию Наяды.
Получила премию «Самарская театральная муза» в номинации «Лучшая работа второго плана в музыкальном театре» (за па-де-труа в первом действии балета «Лебединое озеро»). Получила «Приз за лучшую работу солистки балета» (вместе с Ксенией Овчинниковой).